# Livio Fiorentin
Livio Fiorentin (1954. – Ližnjan, 18. ožujka 2019.), hrvatski reprezentativac i izbornik u podvodnom ribolovu, iz Pule.

## Životopis
Ribolovom počeo baviti od malih nogu. Budući da je stanovao iznad Arene, more mu nije bilo daleko. Podvodnim ribolovom se bavio od 15. godine života (od 1969.).
Državni reprezentativac od 1982. do 1986. godine. Četverostruki državni prvak u podvodnom ribolovu, od čega 1982. (Neum, s Brankom Ikićem ekipno, kao članovi Uljanika iz Pule), 1985. i 1987. Jugoslavije, a 1993. Hrvatske. 1987. je na svjetskom prvenstvu u Istanbulu 1987. bio doprvak skupa s Franom Zanchijem i Franom Halbertom. 1992., 1993. i 1994. su Fiorentin i Ikić bili pobjednici Kupa gradova Europe. Kup gradova Europe kao natjecanje postojalo je trideset godina i dotad nitko nije ostvario nešto takvo u 30 godina tog natjecanja. Grad Pula nagradio je Fiorentina i Ikića kao najbolju momčad za 1993. i 1994., i istodobno i kao najbolje pojedince.
Poslije je bio uspješan i kao hrvatski izbornik. Najbolji izbornički rezultat je zlato u pojedinačnoj konkurenciji Danijela Gospića i srebro ekipno na euroafričkom prvenstvu u Španjolskoj 2007. godine, te Gospićeva titula svjetskog prvaka i ekipno zlato na Svjetskom prvenstvu u Malom Lošinju 2010. godine.